# John Brackett

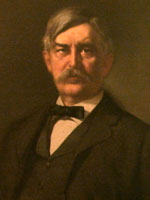
John Brackett

John Quincy Adams Brackett (* 8. Juni 1842 in Bradford, Merrimack County, New Hampshire; † 6. April 1918 in Arlington, Massachusetts) war ein US-amerikanischer Politiker und von 1890 bis 1891 Gouverneur des Bundesstaates Massachusetts.

## Frühe Jahre und politischer Aufstieg
John Brackett besuchte bis 1865 die Harvard University. Nach einem anschließenden Jurastudium begann er 1868 in Boston als Rechtsanwalt zu arbeiten. Zeitweise war er auch als Militäranwalt für die Miliz tätig. Brackett war Mitglied der Republikanischen Partei. Von 1873 bis 1877 saß er im Stadtrat von Boston. Zwischen 1877 und 1882 sowie von 1884 bis 1887 war er Abgeordneter im Repräsentantenhaus von Massachusetts; ab 1885 war er dessen Speaker als Nachfolger von George A. Marden. Von 1887 und 1890 war er Vizegouverneur von Massachusetts und damit Stellvertreter von Gouverneur Oliver Ames.

## Gouverneur von Massachusetts und weiterer Lebenslauf
Am 5. November 1889 wurde Brackett zum neuen Gouverneur seines Staates gewählt, wobei er sich mit 48:46 Prozent der Stimmen gegen den Demokraten William Russell durchsetzte. In seiner Amtszeit wurden eine Justiz- und Steuerreform durchgeführt und die Gesetze zur Kontrolle des Alkoholkonsums verschärft. Nachdem er im November 1890 gegen den erneut für die Demokraten antretenden Russell beim Versuch der Wiederwahl gescheitert war, schied er am 7. Januar 1891 aus seinem Amt aus. Im Juni 1892 nahm er als Delegierter an der Republican National Convention in Minneapolis teil; in den Jahren 1896 und 1900 war er republikanischer Wahlmann bei den Präsidentschaftswahlen. Außerdem war er nach seiner Gouverneurszeit wieder als Rechtsanwalt tätig. John Brackett starb im April 1918. Er war mit Angie M. Peck verheiratet.